# Vincetoxicum purpureum
Vincetoxicum purpureum är en oleanderväxtart som först beskrevs av Pallas, och fick sitt nu gällande namn av Carl Ernst Otto Kuntze. Vincetoxicum purpureum ingår i släktet tulkörter, och familjen oleanderväxter. Inga underarter finns listade i Catalogue of Life.